# Lepus granatensis
Lepus granatensis är en art i släktet harar som förekommer på den iberiska halvön och på Mallorca. Den har inget officiellt svenskt trivialnamn men benämns ibland iberisk hare.
Djuret är mellan 44 och 50 centimeter lång och väger 1,5 till 2,6 kilogram. Den livnär sig huvudsakligen av gräs och örter men äter även rötter och ibland till och med as. Haren är aktiv både på dagen, på natten och i gryningen.
Lepus granatensis kan para sig hela året runt och dräktigheten varar i 42 till 44 dagar. Vanligtvis föds tre till fyra ungar åt gången.